# Pay the Devil
Pay the Devil es el trigésimo segundo álbum de estudio del músico norirlandés Van Morrison, publicado por la compañía discográfica Lost Highway Records en marzo de 2006. El álbum incluye doce versiones de canciones tradicionales americanas junto a tres nuevas composiciones. Debutó en el puesto 26 de la lista estadounidense Billboard 20000 y alcanzó el puesto siete en la lista de álbumes country. 
Una versión deluxe de Pay the Devil con cinco temas interpretados en directo durante un concierto en Ryman Auditorium fue publicado en junio de 2006.

## Canciones
Las canciones de Pay the Devil incluyen doce versiones y tres composiciones nuevas. Las versiones son elecciones de antiguas canciones country grabadas durante la década de 1950 y de 1960 por artistas conocidos como Hank Williams, Webb Pierce, Merle Haggard y George Jones. Por otra parte, las tres nuevas composiciones de Morrison son interpretadas en el mismo formato country que las versiones.

## Promoción
Morrison estrenó algunas de las canciones de Pay the Devil en conciertos ofrecidos en años previos. El 7 de marzo de 2006, coincidiendo con el lanzamiento de Pay the Devil en los Estados Unidos, se declaró el Día de Van Morrison en Nashville, y el músico ofreció un concierto en el histórico Ryman Auditorium por primera vez durante toda su trayectoria musical. A lo largo del año 2006, Van continuó promocionando el álbum con una gira, y el 15 de septiembre de 2006 apareció en el Austin City Litims Music Festival, en un evento que fue clasificado por la revista musical Rolling Stone como una de las diez mejores del festival.

## Lista de canciones
Todas las canciones escritas y compuestas por Van Morrison excepto donde se anota. 
| CD  |                                |                                            |          |  |
| N.º | Título                         | Escritor(es)                               | Duración |  |
| 1.  | «There Stands the Glass»       | Alize Gresham, Russ Hull, Mary Jane Shurtz | 2:16     |  |
| 2.  | «Half as Much»                 | Curly Williams                             | 2:36     |  |
| 3.  | «Things Have Gone to Pieces»   | Leon Payne                                 | 3:11     |  |
| 4.  | «Big Blue Diamonds»            | Earl J. Carson                             | 2:56     |  |
| 5.  | «Playhouse»                    |                                            | 4:14     |  |
| 6.  | «Your Cheatin' Heart»          | Hank Williams                              | 2:32     |  |
| 7.  | «Don't You Make Me High»       | Daniel Barker, Ken Harris                  | 2:47     |  |
| 8.  | «My Bucket's Got a Hole In It» | Clarence Williams                          | 2:22     |  |
| 9.  | «Back Street Affair»           | Billy Wallace                              | 2:49     |  |
| 10. | «Pay the Devil»                |                                            | 3:03     |  |
| 11. | «What Am I Living For?»        | Art Harris, Fred Jay                       | 3:57     |  |
| 12. | «This Has Got to Stop»         |                                            | 4:44     |  |
| 13. | «Once a Day»                   | Bill Anderson                              | 2:52     |  |
| 14. | «More and More»                | Merle Kilgore, Webb Pierce                 | 2:46     |  |
| 15. | «Till I Gain Control Again»    | Rodney Crowell                             | 5:59     |  |

| DVD: Live at the Ryman Auditorium |                              |                                            |          |  |
| N.º                               | Título                       | Escritor(es)                               | Duración |  |
| 1.                                | «Playhouse»                  |                                            |          |  |
| 2.                                | «'Till I Gain Control Again» | Rodney Crowell                             |          |  |
| 3.                                | «Big Blue Diamonds»          | Earl J. Carson                             |          |  |
| 4.                                | «This Has Got to Stop»       |                                            |          |  |
| 5.                                | «There Stands the Glass»     | Alize Gresham, Russ Hull, Mary Jane Shurtz |          |  |

## Personal
Músicos
- Van Morrison: guitarra acústica y voz
- Crawford Bell: coros
- Olwin Bell: coros
- Paul Godden: guitarra steel
- Mick Green: guitarra
- Karen Hamill: coros
- Bobby Irwin: batería
- Ian Jennings: contrabajo
- Bob Loveday: violín
- Leon McCrum: coros
- Paul Riley: guitarra acústica
- Johnny Scott: guitarra y coros
- Nicky Scott: bajo eléctrico
- Fiachra Trench: coros y arreglos de cuerdas
- Geraint Watkins: piano
- Aine Whelan: coros

Equipo técnico
- Van Morrison: productor musical
- Declan Gaffney: asistente de mezclas
- Jerome King: ingeniero asistente
- Alastair McMillan: mezclas
- Walter Samuel: ingeniero de sonido

## Posición en listas
| País              | Lista                  | Posición |
| ----------------- | ---------------------- | -------- |
| Alemania          | Media Control Charts   | 21       |
| Austria           | Ö3 Austria Top 40      | 31       |
| Bélgica (Flandes) | Ultratop 200 Albums    | 58       |
| España            | Spanish Albums Chart   | 11       |
| Estados Unidos    | Billboard 200          | 26       |
| Noruega           | Norwegian Albums Chart | 10       |
| Países Bajos      | Mega Albums Top 100    | 31       |
| Reino Unido       | UK Albums Chart        | 8        |
| Suecia            | Swedish Albums Chart   | 16       |

## Certificaciones
| Fecha               | País        | Organismo certificador | Certificación | Ventas certificadas |
| ------------------- | ----------- | ---------------------- | ------------- | ------------------- |
| 22 de julio de 2013 | Reino Unido | BPI                    | Oro           | 100 000             |